# Hyposidra leptosoma
Hyposidra leptosoma är en fjärilsart som beskrevs av Felder 1874. Hyposidra leptosoma ingår i släktet Hyposidra och familjen mätare. Inga underarter finns listade i Catalogue of Life.